# Pidstavkî, Busk
Pidstavkî (în ucraineană Підставки) este un sat în comuna Bolojîniv din raionul Busk, regiunea Liov, Ucraina.

## Demografie
Componența lingvistică a localității Pidstavkî
     Ucraineană (100%)
Conform recensământului din 2001, toată populația localității Pidstavkî era vorbitoare de ucraineană (100%).